# Huracán Gordon
El huracán Gordon fue un huracán errático, de larga duración y catastrófico, que se presentó al final de la temporada de huracanes del Atlántico de 1994. El duodécimo y último ciclón tropical de la temporada, Gordon se formó como depresión tropical en el suroeste del Caribe el 8 de noviembre. Sin fortalecerse, la depresión tocó tierra en Nicaragua. Más tarde, el 10 de noviembre, el sistema comenzó a fortalecerse a medida que se alejaba de tierra, y rápidamente se convirtió en tormenta tropical Gordon, la séptima tormenta con nombre de esa temporada. Gordon también tocó tierra en Jamaica y Cuba mientras era una tormenta tropical mínima. Entró en el suroeste del Atlántico con características similares a las de un ciclón subtropical. Para cuando entró en el Golfo de México, la tormenta volvió a ser completamente tropical. La tormenta tropical Gordon cruzó posteriormente los Cayos de Florida y, girando hacia el noreste, tocó tierra en Fort Myers, Florida. Gordon se fortaleció tras reingresar al océano Atlántico, convirtiéndose en huracán el 17 de noviembre. Amenazó brevemente a Carolina del Norte mientras giraba hacia el noroeste, aunque luego giró hacia el sur y se debilitó. Gordon se deterioró hasta convertirse en depresión tropical y azotó Florida de nuevo con esa intensidad el 20 de noviembre. Giró hacia el norte y se disipó al día siguiente sobre Carolina del Sur.
Gordon causó primero inundaciones en el norte de Costa Rica, destruyendo 700 viviendas y causando daños por valor de 30 millones de dólares. Seis personas murieron en el país y otras dos en la vecina Panamá. Al impactar Jamaica, la tormenta causó daños por valor de 11,8 millones de dólares y cuatro muertes. Los daños fueron más graves en Haití, después de que un flujo prolongado del suroeste dejara caer 360 mm de lluvia en 24 horas. Las lluvias provocaron extensos deslizamientos de tierra e inundaciones que interrumpieron el transporte y dañaron 10.800 viviendas, además de otras 3.500 destruidas. Se registraron 1.122 muertes en el país, en parte debido a la deforestación de las colinas, y los daños se estimaron en 50 millones de dólares. En la vecina República Dominicana, se registraron cinco muertes adicionales, además de inundaciones cerca de su capital. En Cuba, Gordon causó daños por valor de 100 millones de dólares y 5,906 viviendas resultaron dañadas o destruidas. Debido a las evacuaciones a gran escala, solo hubo dos muertes en el país. En Florida, la tormenta causó daños por valor de 400 millones de dólares (USD de 1994), gran parte de ellos agrícolas, y once personas perdieron la vida, ocho de ellas directamente. Gordon afectó posteriormente a Carolina del Norte con fuertes olas, erosionando las playas y destruyendo cinco viviendas. Los daños totales ascendieron a 594 millones de dólares debido a Gordon (USD de 1994).
Gobiernos y organismos internacionales, a través de las Naciones Unidas, enviaron suministros de socorro y asistencia económica a Haití tras el devastador impacto de Gordon. Soldados estadounidenses ya estaban estacionados en el país para restituir al depuesto Jean-Bertrand Aristide en la presidencia. Las tropas ayudaron en los rescates y trabajaron en la reparación de una carretera dañada entre Puerto Príncipe y Jacmel. A pesar de las muertes y los daños, el nombre no se retiró tras la temporada.

## Historia meteorológica
Una generalizada convección persistió en el suroeste del mar Caribe a principios de noviembre, fue reforzada por el paso de dos ondas tropicales que pasaban por la zona. La segunda produjo una circulación de bajo nivel, justo al norte de Panamá a principios del 6 de noviembre. La convección se organizó poco a poco, y derivó hacia el noroeste. A finales del 8 de noviembre, la convección se hizo más concentrada, y sobre la base de las observaciones de superficie y por satélite el Centro Nacional de Huracanes estimó que el sistema se convirtió en la depresión tropical Doce al mediodía del 8 de noviembre cuando se encontraba a una corta distancia al sureste de la costa de Nicaragua.
La depresión continuó la deriva hacia el noroeste, y las corrientes superiores inicialmente limitaron y dieron lugar a un lento desarrollo. Su entorno se volvió más favorable y el 9 de noviembre, el sistema tuvo las bandas características, y cada vez un entorno cada vez más definido. La proximidad a la tierra impidió el fortalecimiento, y al principio del 10 de noviembre tocó tierra cerca de Puerto Cabezas, Nicaragua. Poco después, un frente hizo que la depresión virara hacia el noreste, y se intensificara en la tormenta tropical Gordon después de llegar a aguas abiertas. Siguiendo lentamente hacia el norte-noreste, la circulación del ciclón fue inicialmente muy amplia, y abarcaba gran parte del oeste del mar Caribe, y su combinación con cizalladura del viento del suroeste impidió que se reforzara de manera significativa. A principios del 13 de noviembre, Gordon golpeó Costa Rica cerca de Kingston como una tormenta tropical mínima, y aceleró hacia el noreste y tocó tierra cerca de la bahía de Guantánamo, Cuba ese mismo día.
En el momento que Gordon cruzaba Jamaica, un frente dio lugar a una perturbación de bajo nivel sobre el centro de las Bahamas. Por los informes de superficie, el Centro Nacional de Huracanes estimó que la tormenta tropical Gordon cruzó rápidamente Cuba y se convirtió en el sistema dominante entre Cuba y las Bahamas. Sin embargo, otros meteorólogos creen que Gordon se disipó después de golpear Cuba, y que un segundo ciclón se convirtió en el sistema dominante. Una profunda cresta viró la tormenta hacia el oeste-noroeste, y el 14 de noviembre el patrón de nubes y vientos en la superficie de Gordon se asemejaba al de un ciclón subtropical, con una pequeña convección cerca y unos vientos fuertes alejados del centro. La tormenta se movió paralela a la costa norte de Cuba, y una radiosonda indicó un ciclón extratropical, con la excepción de un núcleo cálido de nivel medio en su semicírculo oriental. A principios del 15 de noviembre, Gordon comenzó a volver a adquirir características tropicales, con un centro de núcleo caliente de nuevo en desarrollo cerca de un área de convección profunda. Más tarde ese mismo día, el amplio centro cruzó los Cayos de Florida cerca de Key West. Una convección profunda continuó generándose y concentrándose sobre el centro, y contrajo la condición de en un ciclón tropical sobre el sureste del golfo de México. Bajo la influencia de un acercamiento de un frente de nivel superior, Gordon se volvió hacia el noreste y tocó tierra cerca de Fort Myers, Florida el 16 de noviembre con vientos de 85 km/h (50mph).

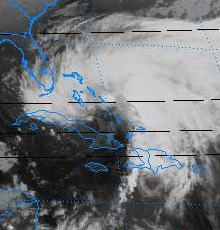
Gordon como un estado híbrido, tropical/subtropical, con una banda frontal de lluvia sobre Haití.

La tormenta tropical Gordon cruzó la península de Florida en unas nueve horas, saliendo al océano Atlántico cerca de Vero Beach. Al llegar a la corriente del Golfo, un área pequeña pero intensa de convección se desarrolló en el centro, con vientos de 105 km/h. El 17 de noviembre la actividad tormentosa se vio afectada por la cizalladura del viento, que se esperaba que evitara un mayor fortalecimiento. Sin embargo, los aviones Cazadores de Huracanes reportaron fuertes vientos por encima de 145 km/h dentro de la convección profunda, y en la noche del 17 de noviembre Gordon alcanzó la categoría de huracán cuando se encontraba a unos 245 millas (345 km) al sureste de Cape Fear, Carolina del Norte, y poco después, el huracán alcanzó vientos máximos de 140 km/h. Tras alcanzar categoría de huracán, el frente que había convertido a Gordon en huracán se situó al norte del ciclón. La cresta hizo virar bruscamente hacia el noroeste al huracán, y se esperaba que cruzara las Outer Banks como un pequeño huracán. Después de pasar cerca de 140 km al sur de Cabo Hatteras, Gordon se volvió hacia el sur y sureste, y se debilitó a una tormenta tropical. El encuentro con la cizalladura del viento hacia el noroeste, hizo que el ciclón se debilitara progresivamente a medida que perdía gran parte de su convección profunda. El 19 de noviembre, la tormenta se volvió hacia el suroeste, y al día siguiente Gordon se deterioró hasta el estado de depresión tropical a mitad de la curva hacia el oeste. A principios del 20 de noviembre Gordon se trasladó a tierra cerca de Cabo Cañaveral (Florida), como un ciclón tropical mínimo, se volvió hacia el norte en Georgia y el 21 de noviembre Gordon se disipó sobre Carolina del Sur.
Su duración como un ciclón tropical de 324 horas, Gordon empató con el huracán Marco de 1996, como la duración más larga de ciclones tropicales del Atlántico durante el mes de noviembre.

## Impacto
| Región               | Muertes | Daños          |
| -------------------- | ------- | -------------- |
| Costa Rica           | 6       | Desconocidos   |
| Jamaica              | 4       | $11,8 millones |
| Cuba                 | 2       | $102 millones  |
| Haití                | 1,122   | Desconocidos   |
| República Dominicana | 5       | Desconocidos   |
| Florida              | 8       | $400 millones  |
| Carolina del Norte   | 0       | $500.000       |
| Total                | 1.147   | $514 millones  |

Aunque Gordon fue una tormenta tropical durante la mayor parte de su existencia, causó enormes daños y pérdidas de vidas. Las Naciones Unidas estimaron la cifra de muertos en Haití en 1.122. Seis muertes se reportaron en Costa Rica, cinco de la República Dominicana, dos en Costa Rica, dos en Cuba, y ocho en Florida. Los daños a la propiedad en Estados Unidos se estimaron en $ 400 millones (1994 de dólares). Las estadísticas de daños a la propiedad de las otras zonas afectadas no están disponibles, pero habrían sido graves, tanto en Haití como en Cuba.

### Haití

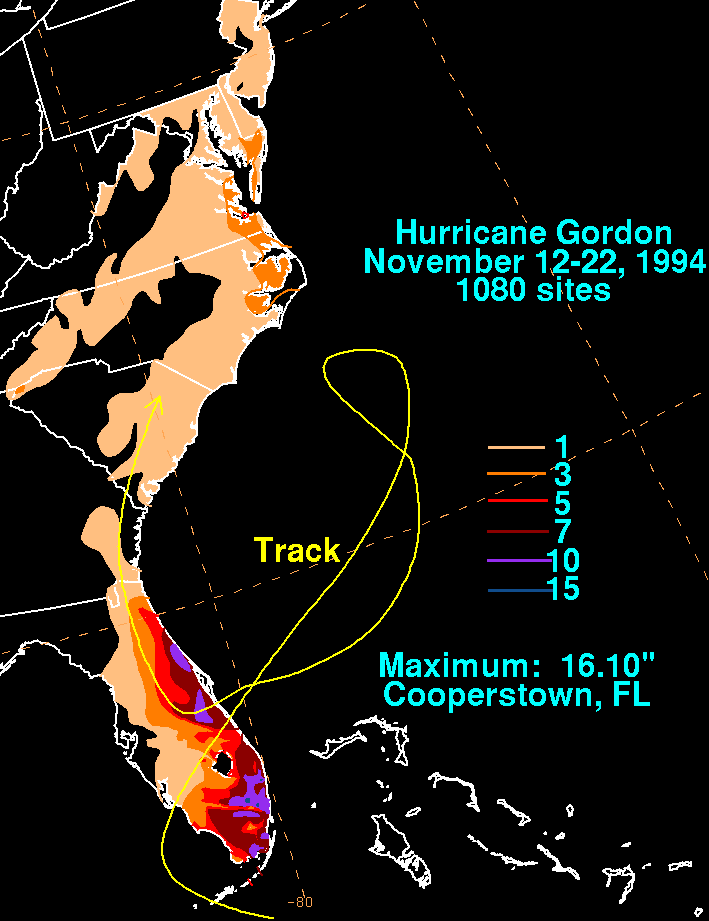
Precipitaciones totales del huracán Gordon.

Haití sufre muertes por muchos huracanes, y fue particularmente devastada por el huracán Gordon. El huracán Gordon causó 1.122 muertos en la empobrecida nación en 1994, aunque las estimaciones llegan tan alto como 2200. Se ha argumentado que los daños causados por el huracán Gordon, entre otras tormentas, fueron en parte causadas por el hombre. La masiva deforestación ha dejado a Haití, con cerca del 1,4% de su bosques en el 2004, dejando a las montañas desnudas y haciendo que el agua baje por las pendientes sin obstáculos. La falta de cubierta arbórea contribuyó a la devastadora inundación que provocaron que la mayoría de las muertes a consecuencia del huracán Gordon.

### Florida
Entre las tres entradas en tierra del huracán Gordon interrumpió el suministro eléctrico a 425.000 clientes. Durante su segunda entrada movió un barco carguero de 155 m de eslora y lo encayó a 45 m de la playa de Lauderdale. En la segunda entrada la tormenta también generó seis tornados. Cuatro de los tornados no hicieron daño y se calificaron F0 en la Escala Fujita, pero dos fueron de categoría F1, y uno se le dio una calificación de F2. Uno de los tornados F1 ocurrió en Lake Worth, donde varios árboles fueron arrancados y hubo daños en dos empresas y 39 hogares. El tornado F2 ocurrió cerca de la tierra en el condado de Brevard, donde destruyó 62 caravanas y dañó 229 más en la comunidad de caravanas de Snug Harbor de la Bahía.
La geografía física de Florida también fue dañada por la tormenta. Gordon causó la erosión de las playas a lo largo de porciones significativas de la costa este de Florida y destruyó 275 millones dólares (1994 dólares) en cultivos y tierras de cultivo.

### Nombre sin retirar
A pesar de la devastación en Haití y los extensos daños en Cuba y Florida, Gordon no se retiró de 1994 (lo cual es inusual, ya que esas tormentas catastróficas generalmente sus nombres son retirados). La Organización Meteorológica Mundial emitió un comunicado oficial que acreditaba las buenas estructuras de alerta en Jamaica y Cuba y las pocas pérdidas de vidas allí por este motivo, y culpar a Haití de la falta de tal sistema y del gran número de muertos allí.
El nombre de Gordon fue utilizado por primera vez en 1994 (sustituyendo a Gilbert de 1988), y fue utilizado de nuevo en el 2000, en el 2006, en el 2012, en el 2018 y en el 2024.